# Cerralbo
Cerralbo ist eine westspanische Gemeinde (municipio) in der Provinz Salamanca in der Autonomen Gemeinschaft Kastilien-León. 2024 hatte die Gemeinde 111 Einwohner. 

## Lage
Cerralbo liegt etwa 90 Kilometer westlich von Salamanca in einer Höhe von ca. 680 m nahe der portugiesischen Grenze. 
Das Klima ist mäßig. Es fällt Regen in einer mittleren Menge (ca. 559 mm/Jahr).

## Bevölkerungsentwicklung
| Jahr      | 1900 | 1950 | 1960 | 1970 | 1981 | 1991 | 2001 | 2011 | 2021 |
| Einwohner | 883  | 739  | 688  | 487  | 359  | 303  | 254  | 215  | 131  |

## Sehenswürdigkeiten
- Reste der Burg von Cerralbo aus dem 14./15. Jahrhundert
- Kirche Unserer Lieben Frau (Iglesia de Nuestra Señora del Rosario)
- Konvent Mariä Engel (Monasterio de Nuestra Señora de los Ángeles) aus dem 16. Jahrhundert

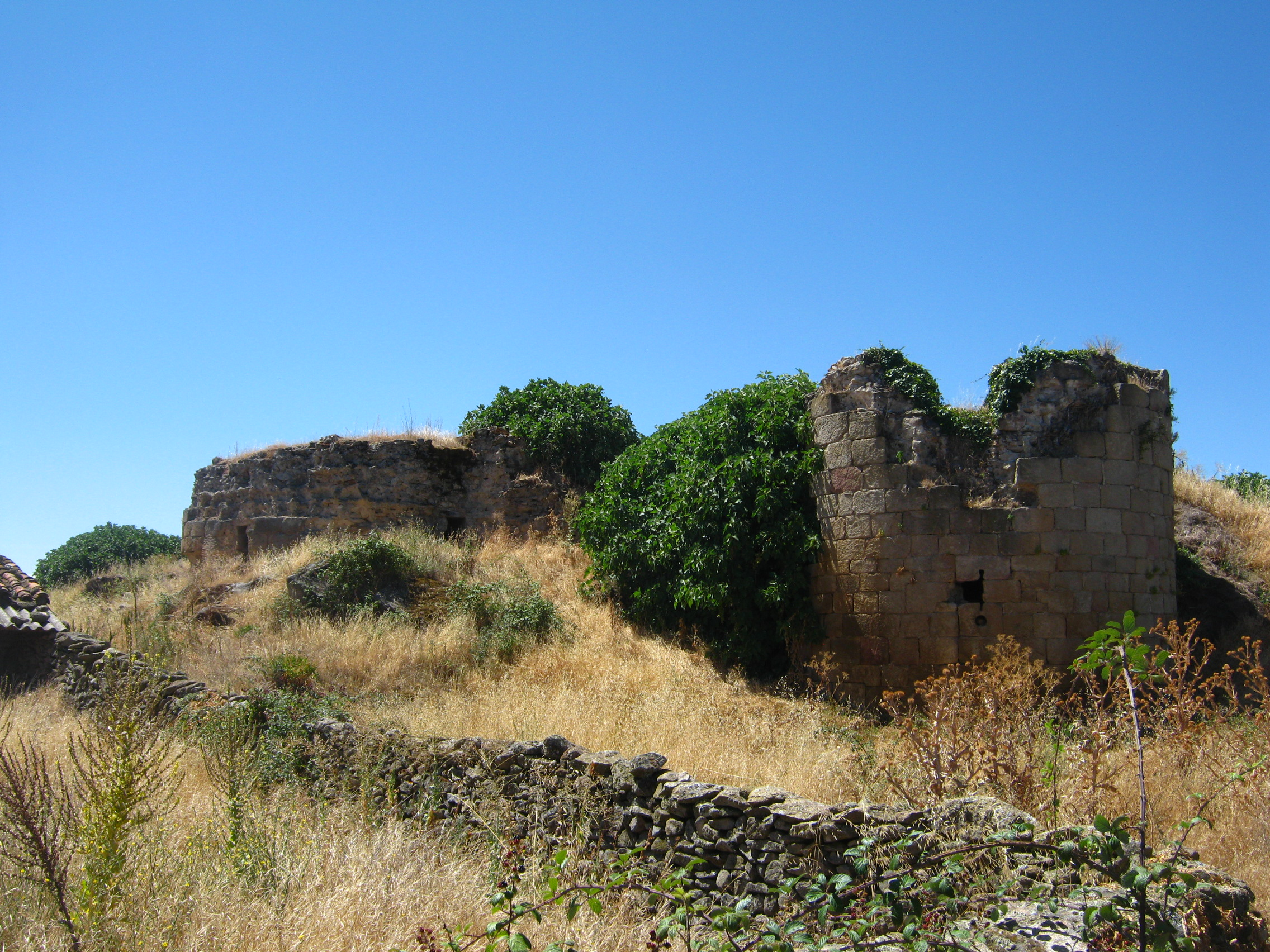
Burgruine von Cerralbo
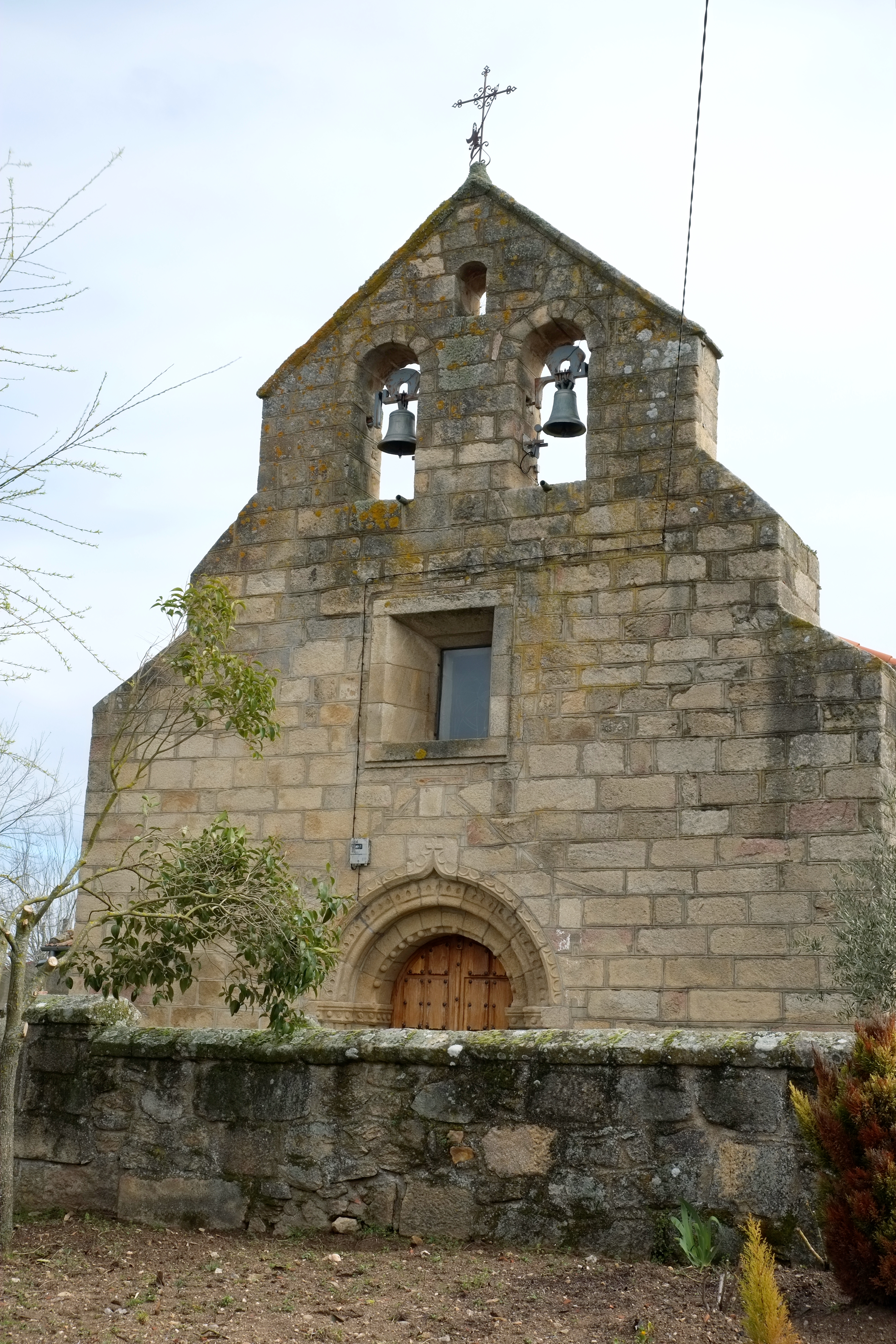
Kirche Unserer Lieben Frau
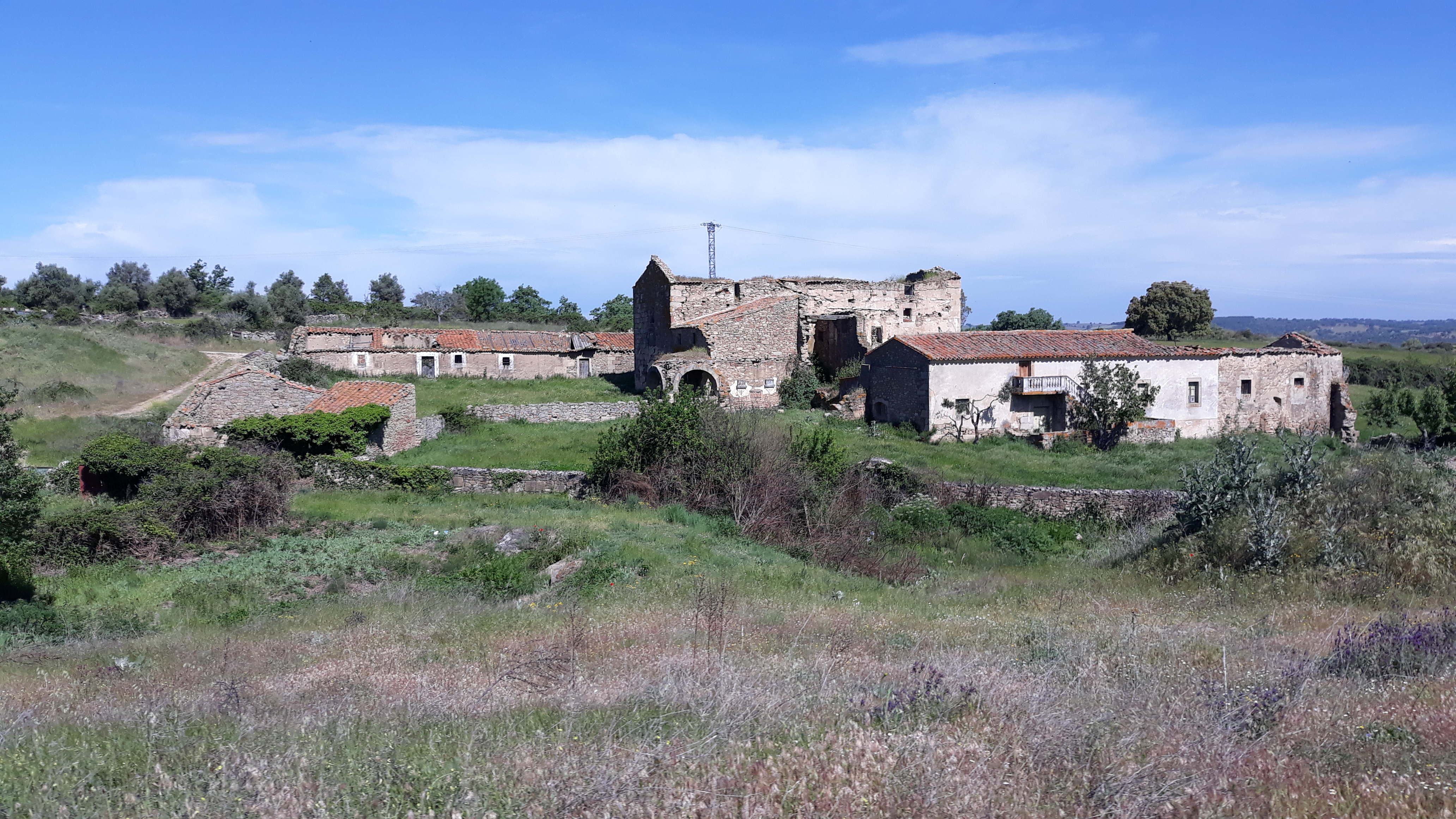
Konvent Mariä Engel